# Mountkeithite
La mountkeithite (simbolo IMA: Mke) è un minerale del supergruppo dell'idrotalcite e del gruppo della glaucocerinite appartenente alla famiglia dei "solfati, cromati, molibdati e tungstati" con composizione chimica (Mg,Ni)11(Fe3+,Cr)3(SO4,CO3)3,5(OH)24 • 11(H2O).

## Etimologia e storia
Il minerale è stato chiamato in questo modo per via della sua località tipo, il monte Keith (in inglese, 'Mount Keith'), in Australia, a opera di D.R. Hudson e M. Bussell. La mountkeithite è stata presentata all'Associazione Mineralogica Internazionale (IMA) nel 1977 e accettata nel 1980.
Il campione tipo del minerale è conservato presso il "Western Australian Museum" di Perth (Australia) con il numero di catalogo M72.1991 e presso il "Natural History Museum" di Londra (Inghilterra).

## Classificazione
La nona edizione della sistematica dei minerali di Strunz, aggiornata dall'IMA fino al 2009, elenca la mountkeithite nella classe "7. Solfati (selenati, tellurati, cromati, molibdati, tungstati)" e da lì nella sottoclasse "7.D Solfati (selenati, ecc.) con anioni aggiuntivi, con H2O"; questa è ulteriormente suddivisa in base alla dimensione dei cationi coinvolti e alla struttura cristallina, in modo tale che la mountkeithite risulti classificata nella sezione "7.DD Con soltanto cationi di media dimensione; strati di ottaedri che condividono uno spigolo", dove forma il sistema nº 7.DD.35 insieme a carrboydite, honessite, motukoreaite, nikischerite, shigaite, zincowoodwardite, glaucocerinite, woodwardite, idrohonessite, idrowoodwardite, natroglaucocerinite, wermlandite e zincaluminite.
La mountkeithite mantiene la stessa classificazione anche nell'edizione successiva, continuata dal database "mindat.org" e chiamata anche Classificazione Strunz-mindat.
Nella Sistematica dei lapis (Lapis-Systematik) di Stefan Weiß il minerale si trova nella classe dei "solfati, cromati, molibdati e tungstati" e nella sottoclasse dei "solfati idrati, con anioni estranei"; anch'essa è suddivisain base alla dimensione dei cationi e anche qui il minerale viene smistato nella sezione "cationi di medie dimensioni" nella sezione nº VI/D.09 che occupa insieme a honessite e idrohonessite.
Nella classificazione die minerali secondo Dana, usata principalmente nel mondo anglosassone, la mountkeithite si trova nella classe dei "solfati composti" e nella sottoclasse dei "solfati composti idrati contenenti idrossile o alogeno" dove forma il sistema nº 32.4.3. come unico membro.

## Abito cristallino
La mountkeithite cristallizza nel sistema esagonale con gruppo spaziale sconosciuto. I suoi parametri reticolari sono a = 10,698 Å e c = 22,545 Å, oltre a 2 unità di formula per cella unitaria.

## Origine e giacitura
La mountkeithite è un minerale piuttosto raro ed è stato trovato in una vena di serpentinite presso un deposito di solfuro di nichel, formato da alterazione a bassa temperatura della stichtite mediante soluzioni ricche di solfati; la si trova associata a stichtite, morenosite, hexahydrite, piroaurite, pirite, magnetite e magnesite.
Le località di ritrovamento si trovano nel distretto minerario di Zeehan in Tasmania, nella Lake Way Station sul monte Keith nella contea di Wiluna (Australia Occidentale) e nella contea di San Benito in California.

## Forma in cui si presenta in natura
Il minerale si presenta in cristalli squamosi di circa 1 mm, oppure in rosette e aggregati spiraliformi. Il minerale presenta una colorazione dal rosa pallido al bianco con lucentezza che va da perlacea fino al traslucida.. Il colore del suo striscio è bianco.